# Ambitendencja
Ambitendencja (łac. ambo „obaj” i tendentia „skłonność” od tendere „ciągnąć, rozciągać”) – sprzeczność dążeń, równoczesne występowanie sprzecznych ze sobą dążeń.